# Paul Dechamps
Paul Dechamps (Aywaille, 17 oktober 1921 - 6 december 1990) was een voormalig Belgisch voetballer.
Dechamps sloot zich aan bij Aywaille FC in 1937 en debuteerde een seizoen later al in de eerste ploeg.Door het uitbreken van de oorlog duurde het een tijdje alvorens RFC Liège hem ontdekte in 1943 en meteen kampioen speelden in Tweede Klasse waar hij liefst 50 doelpunten maakte..
In Eerste Klasse speelde hij 309 wedstrijden als spits bij Royal Football Club de Liège van 1943 tot 1956. In die periode scoorde hij 258 doelpunten. RFC Liège was Belgisch kampioen in 1952 en 1953. Zijn collega's in de aanval van de ploeg in die tijd waren José Moës en Pol Anoul.In 1956 ging hij in lagere voetballen bij Fléron FC waarmee hij twee promoties achter elkaar haalde en in derde klasse terecht kwam.Op bijna 40 besloot hij naar vierdeklasser AS Eupen te trekken om daar nog twee seizoenen te voetballen. Na het seizoen 1962-1963 stopte hij, maar in oktober 1963 op vraag van de voorzitter trok hij terug zijn schoenen aan om dat seizoen nog volledig mee uit te spelen.In 1964 trok hij nog naar FC Malmundaria en twee jaar later nog een seizoen bij FC Soesterberg om dan vervolgens trainer te worden vanaf 1967. Van 1967 tot 1982 trainde hij menige ploegen uit lagere afdelingen en nam dan afscheid van het voetbal.
Dechamps werd driemaal topschutter in 1957 in provinciale en in tweede in 1944 en in eerste in 1949.